# Lost in the swamp
Lost in the swamp is een studioalbum van Gert Emmens en Ruud Heij. Emmens en Heij werken regelmatig samen en namen muziek op in hun eigen geluidsstudios te Utrecht (Heij) en Arnhem (Emmens). Ook werden er opnamen gemaakt in Studio Dazzlin J. Utrecht. Het album vertelt het verhaal van iemand die zoekende is, vervolgens in het “moeras” terechtkomt en daar nadat “reiniging” heeft plaatsgevonden weer uitkomt. Voor de muziek werd veelvuldig gebruikgemaakt van de sequencer.

## Musici
- Gert Emmens, Ruud Heij – synthesizers, elektronica

## Muziek
| Nr. | Titel                  | Duur  |
| --- | ---------------------- | ----- |
| 1.  | Lost                   | 13:32 |
| 2.  | Swallowed by immensity | 12:00 |
| 3.  | Learning to survive    | 27:25 |
| 4.  | Life in the swamp      | 9:01  |
| 5.  | Serenity of nature     | 15:25 |
| 6.  | The way out            | 2:12  |